# Liste der Stolpersteine in Berlin-Heiligensee
Die Liste der Stolpersteine in Berlin-Heiligensee enthält die Stolpersteine im Berliner Ortsteil Heiligensee im Bezirk Reinickendorf, die an das Schicksal der Menschen erinnern sollen, die im Nationalsozialismus ermordet, deportiert, vertrieben oder in den Suizid getrieben wurden. Die Spalten der Tabelle sind selbsterklärend. Die Tabelle erfasst insgesamt acht Stolpersteine und ist teilweise sortierbar; die Grundsortierung erfolgt alphabetisch nach dem Familiennamen.
| Bild | Name                  | Adresse und Koordinate ()                                       | Adresse und Koordinate () | Verlegedatum  | Leben |
| ---- | --------------------- | --------------------------------------------------------------- | ------------------------- | ------------- | --- |
|      | Rudolf Karl Behrens   | Isegrimsteig 28                                                 | 52.60305 13.24423         | 7. Juni 2005  | * 27. Januar 1910; † 5. Juni 1944 in der Heil- und Pflegeanstalt Obrawalde |
|      | Jenny Hirschbruch     | Süderholmer Steig vor dem Vereinshaus der „Kolonie am See“      |                           | 5. Dez. 2017  | |
|      | Johanna Pawlewicz     | Schulzendorfer Straße 44                                        | 52.61411 13.23639         | 4. Mai 2004   | Johanna Pawlewicz wurde am 6. März 1884 geboren. Ihre Patientenunterlagen aus den Wittenauer Heilstätten sind nicht mehr auffindbar, daher sind nur die Angaben aus den Aufnahmebüchern der Wittenauer Heilstätten und den Sterbebüchern der Heil- und Pflegeanstalt Obrawalde verfügbar. Johanna Pawlewicz wurde am 27. Juli 1944 in der Heil- und Pflegeanstalt Obrawalde ermordet. |
|      | Anna Rosalie Rochlitz | Hademarscher Weg 9                                              | 52.611067 13.220265       | 23. Juli 2012 | * 24. September 1887 als Anna Rosalie Schindler; † 10. Dezember 1943 in der Heil- und Pflegeanstalt Obrawalde |
|      | Herbert Schmeisser    | Hennigsdorfer Straße 17                                         |                           | 5. Dez. 2017  | |
|      | Paul Terting          | Hennigsdorfer Straße 14                                         | 52.61262 13.2179          | 4. Mai 2004   | Bei Paul Terting (* 4. Oktober 1889; † März 1941) wurde ab dem zweiten Lebensjahr eine Lähmung der rechten Körperhälfte beobachtet. Ab dem Alter von elf Jahren bekam er Schwindelanfälle, später auch Krampfanfälle. Über die Behandlung dieser Epilepsie ist bis zur Aufnahme Tertings am 20. November 1922 in die Anstalt für Epileptische Wuhlgarten nichts bekannt. Die Aufnahme hatte sein Vater veranlasst, da Terting immer öfter in der Öffentlichkeit Anfälle hatte und regelmäßig von der Polizei nach Hause gebracht wurde. In zeitlicher Nähe seiner Anfälle war Terting leicht reizbar, so dass er in Wuhlgarten häufig isoliert wurde; demgegenüber wurde er in anfallsfreien Zeiten als ruhig und freundlich wahrgenommen. Die Behandlung mittels damals bekannter Antiepileptika sprach bei Terting nicht an. Am 1. Februar 1929 wurde er in die Heil- und Pflegeanstalt Buch verlegt, von dort am 5. Dezember 1929 in die Landesanstalt Görden, allerdings trat auch hier keine Besserung seines Zustandes ein; teilweise verletzte er sich bei seinen Anfällen schwer. Er versuchte sich nach Kräften selbst zu beschäftigen, las im Gesangbuch und schrieb viel. Auch nach einer weiteren Verlegung am 27. Mai 1940 – diesmal in die Landesheilanstalt Teupitz – trat bei Paul Terting keine Besserung ein. Die letzte Eintragung in seine Krankenakte stammt vom 27. März 1941 und gibt nur eine Verlegung ohne Zielort an. Paul Terting wurde wenige Tage später im Zuge der Aktion T4 vergast. |
|      | Rosa Weissbach        | Wildganssteig 101                                               |                           | 5. Dez. 2017  | |
|      | Frieda Wessel         | Wesselburer Weg 2a ehem. Nelkenweg 567 der Kolonie „Waldessaum“ | 52.604455 13.223542       | 4. Mai 2004   | Frieda Wessel (* 19. Februar 1906 in Berlin; † 1941) wurde als Frieda Manneck geboren. Sie war das älteste Kind ihrer Familie und musste somit vermehrt im Haushalt helfen, weshalb sie die Schule nicht beendete. Nach ihrem 17. Lebensjahr arbeitete sie als Laufmädchen und Fabrikarbeiterin, bevor sie 1926 heiratete. Aus der Ehe gingen zwei Söhne hervor. Im Juli 1943 zog die Familie in eine Laube der Gartenkolonie „Waldessaum“, damals mit der Adresse Nelkenweg 567. Hier ist heute ihr Stolperstein verlegt. Im Januar 1935 wurde Frieda Wessel mit der Diagnose Schizophrenie in die Wittenauer Heilstätten aufgenommen. Da Schizophrenie zu diesem Zeitpunkt als Erbkrankheit angesehen wurde, schlug man Frieda Wessel zur Zwangssterilisation vor, die am 13. August 1935 in einem Spandauer Krankenhaus gegen den ausdrücklichen Willen der Eheleute Wessel durchgeführt wurde. Ihre beiden Söhne waren zu diesem Zeitpunkt gesund und zeigten keinerlei Entwicklungsstörungen. Nach dem Eingriff wurde Frieda Wessel zunächst entlassen, bevor sie am 21. April 1937 unangekündigt von einer Ärztin abgeholt und wiederum eingewiesen wurde. Noch vor November 1937 wurde ihre Ehe geschieden, am 13. Dezember 1937 wurde Frieda Wessel in die Heil- und Pflegeanstalt Neuruppin verlegt. Sie wurde spätestens 1941 im Zuge der Aktion T4 in einer Gaskammer ermordet. |